# Dicloro difenil tricloroetano
El dicloro difenil tricloroetano (DDT), o más exactamente 1,1,1-tricloro-2,2-bis(4-clorofenil)-etano, de fórmula (ClC6H4)2CH(CCl3), es un compuesto organoclorado, principal componente de los insecticidas de mediados del siglo XX y desde finales prohibida su producción,  uso o almacenamiento y comercio en todo el mundo. Es incoloro. Es muy soluble en las grasas y en disolventes orgánicos, y prácticamente insoluble en agua. Su masa molecular es de 354 g/mol.
Paul Hermann Müller fue un químico suizo y ganador en 1948 del premio Nobel de Fisiología o Medicina por su descubrimiento del DDT como insecticida usado en el control de la malaria, la fiebre amarilla, el tifus y muchas otras infecciones causadas por insectos vectores.
En el siglo XX fue utilizado con intensidad como insecticida pero, tras comprobar que este compuesto se acumulaba en las cadenas tróficas y ante el peligro de contaminación de los alimentos, se prohibió su uso.

## Obtención
El DDT fue sintetizado por el científico austriaco Othmar Zeidler, durante su tesis doctoral en Viena(1874). Fue redescubierto y producido en los laboratorios de la Compañía Geigy en Suiza. El DDT se puede sintetizar fácilmente a partir de sustancias de bajos costos que se consiguen sin ninguna dificultad. Se obtiene por condensación del cloral, o tricloroacetaldehido, de fórmula CCl3CHO, con el clorobenceno, C6H5Cl, en exceso este último, en presencia de cloruro de aluminio, AlCl3 o ácido sulfúrico fumante (oleum), H2S2O7, como catalizador, obteniéndose con esto el DDT bruto, se purifica lavándolo con grandes cantidades de agua, haciendo que el DDT se separe de las impurezas junto con el agua, ya que al igual que otros hidrocarburos clorados, el DDT es prácticamente insoluble en agua. También podemos lavar el DDT bruto por neutralización con Na2CO3 después de drenar el ácido agotado.

Síntesis del DDT (1,1,1-tricloro-2,2-bis(4-clorofenil)-etano) mediante tratamiento de benceno con tricloroacetaldehido en presencia de ácido sulfúrico o cloruro de aluminio.

## Prohibición

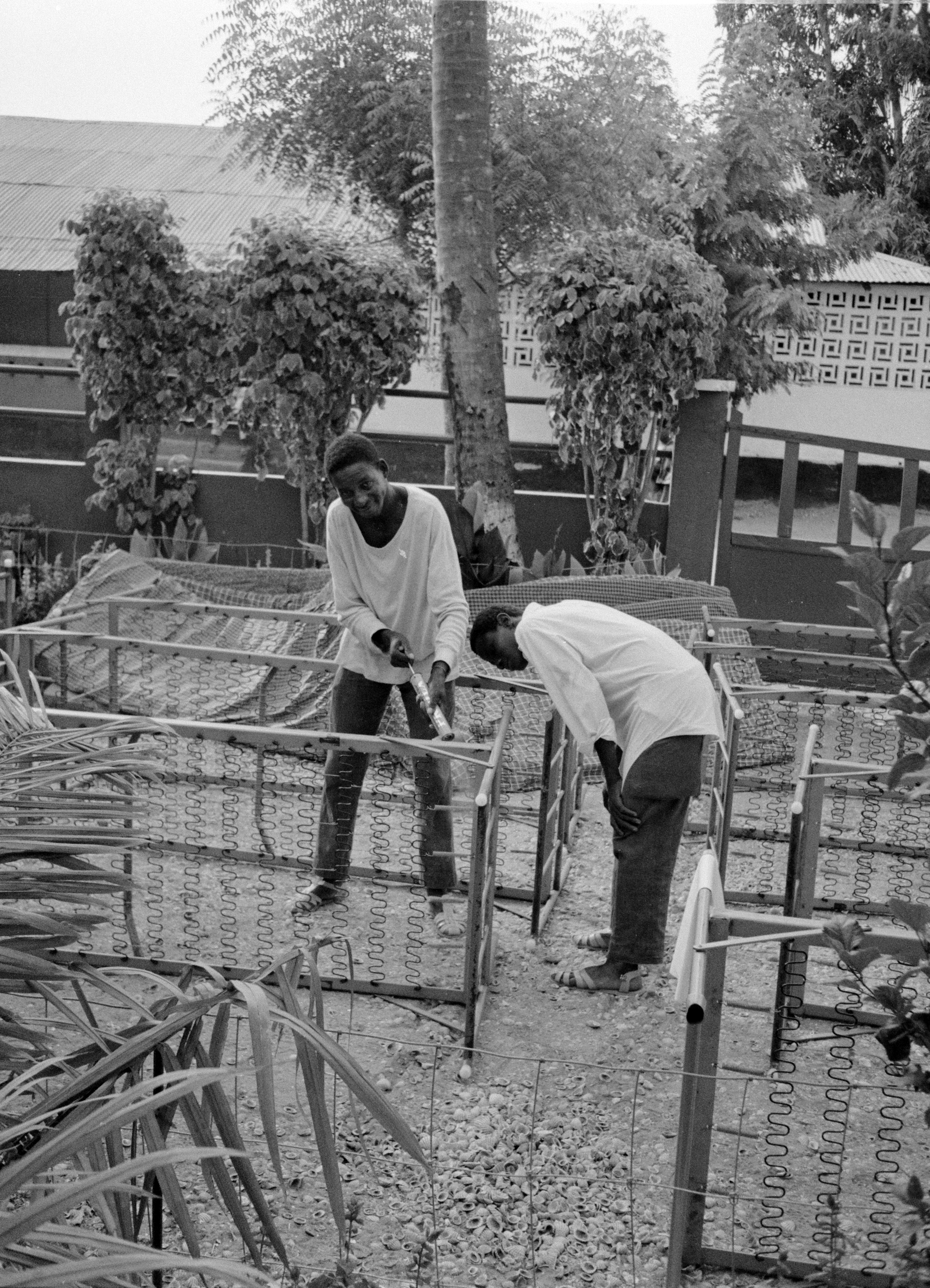
Desinfección de camas con DDT, PAIGC hospital en Ziguinchor, Senegal, 1973

En el best seller Primavera Silenciosa, de 1962, Rachel Carson exponía todos los peligros ecológicos derivados de la utilización del DDT, llegando a alegar incluso que acabarían desapareciendo todos los pájaros del mundo si se seguía usando ese insecticida. Esto motivó que la Agencia de Protección Ambiental de los Estados Unidos (EPA) prohibiera el DDT en 1972.
El DDT fue excluido de la lista de sustancias activas autorizadas para el uso en productos de protección de plantas en 1969 bajo la Ley, en muchos países, para protección de plantas contra plagas y pestes.
Actualmente está prohibida la producción, uso y comercialización de todos los productos de protección de plantas que contengan DDT. El DDT está designado como un producto químico CFP.
En España se seleccionaron vegetales y animales para medir concentraciones de DDT en cada uno de los eslabones de la cadena, y se comprobó que en cada nivel trófico la cantidad de mg/Kg de animales aumentó de un nivel a otro.

### Polémica
El mismo año de la prohibición, 1972, el juez administrativo nombrado por la EPA Edmund Sweeney concluiría tras siete meses de audiencias en su informe de opinión que:

"el DDT no es un riesgo cancerígeno para el hombre... el uso del DDT bajo las regulaciones involucradas aquí no tiene un efecto deletéreo para los peces de agua dulce, organismos estuarianos, aves silvestres u otro tipo de vida salvaje".

(Sweeney, EM. 1972. "Recomendaciones del Examinador de las Audiencias de la EPA, y hallazgos concernientes a las audiencias sobre el DDT", 25 de abril de 1972 (40 CFR 164.32, 113 páginas)

A pesar de ello, el administrador de la EPA, William Ruckelshaus, desestimó la opinión del juez y prohibió prácticamente todos los usos del DDT por considerarlo un "cancerígeno potencial para el hombre".
La polémica pareció reavivarse, quizás en virtud de una campaña de presión que el 24 de mayo de 2006 fue denunciada por científicos de la EPA en una carta que luego hizo pública una asociación de funcionarios ecologistas PEER.
El 15 de septiembre de 2006 la Organización Mundial de la Salud (OMS) anunció que el insecticida volverá a ser parte de su programa para erradicar la malaria fumigando el interior de residencias y matar así a los mosquitos que transmiten la malaria. Estudios científicos muestran que la utilización del DDT en interiores asociado a mosquiteras sí es efectivo en la prevención de la malaria y no presenta los peligros para la vida salvaje y la inefectividad a medio plazo que su uso indiscriminado como biocida sí tiene en cultivos, etc.
Sin embargo, el Programa de Naciones Unidas para el Medio Ambiente (PNUMA) planteó en mayo de 2005 en la primera reunión del Convenio de Estocolmo sobre Contaminantes Orgánicos Persistentes la eliminación de 12 compuestos considerados "plaguicidas y productos químicos industriales peligrosos que pueden matar a la gente, producir daños en el sistema nervioso e inmunitario, provocar cáncer y desórdenes reproductivos, así como perturbar el desarrollo normal de lactantes y niños", entre los cuales se encuentra el DDT, cuyas características entran en la clasificación de: "altamente tóxicos; son estables y persistentes y tienen una duración de décadas antes de degradarse; se evaporan y se desplazan a largas distancias a través del aire y el agua, y se acumulan en el tejido adiposo de los seres humanos y las especies silvestres".

### Malaria
Los defensores del uso del DDT, entre los que se incluyen científicos, estadísticos y ecologistas escépticos como Bjørn Lomborg, argumentan que este es un método eficaz contra la malaria siendo el principal responsable de la destrucción del mosquito Anopheles; afirman que gracias a ella la malaria desapareció de Europa, donde era endémica en Grecia o Italia. En Sri Lanka, los casos de malaria descendieron desde 2.800.000 casos en 1948 a 17 en 1963; en la India, de 100 millones de casos en 1935, la cifra bajó a 300.000 en 1969. Bangladés fue declarada zona libre de malaria. Incluso circula la cifra que afirma que la prohibición del DDT ha causado 50 millones de muertes. Defienden su idoneidad basándose en la eficacia que le atribuyen, junto con el bajo coste de su aplicación y el hecho de que no tenga problemas de patentes. Precisamente algunos argumentan que los motivos últimos de la prohibición están en la propia industria, la cual, al acabar las patentes del DDT, quisieron imponer nuevos pesticidas con patente.
Sin embargo, la comunidad ecologista y parte de la comunidad científica duda de esta benignidad, y existe consenso para atribuir potencial nocivo y en muchos casos cancerígeno al DDT. Tratándose de una cuestión en la que intervienen intereses económicos y grupos de presión, los estudios de ambas partes no han sido aceptados de manera concluyente y definitiva, aunque de forma generalizada se acepta que el DDT no es un compuesto inocuo para la cadena trófica. En cualquier caso, el DDT se comenzó a abandonar una década antes de su prohibición por la aparición de nuevos insecticidas según algunas fuentes, y según otras, por las cepas resistentes de insectos, por lo cual su potencial utilidad de no haber sido prohibido resulta sumamente dudosa, como ha pasado en la India, donde no ha sido prohibido en todos estos años.
En Colombia, se ha documentado en trabajadores del programa de control de la malaria la presencia de síntomas neurológicos y psiquiátricos, asociados a la exposición crónica a DDT y otros organoclorados.

### Peligros y riesgos conocidos respecto a la salud humana
Clasificación OMS: ingrediente activo: Clase II-moderadamente peligroso.
Formulaciones: si son por debajo de 200 g/kg para sólidos y 500 g/L para líquidos son Clase III, si sobrepasan es Clase II.
Toxicidad a corto plazo: el DDT afecta principalmente el sistema nervioso periférico y central y el hígado. Parece ser embriotóxico para ratones (2,5 mg/kg/día). El NOEL es 0,25 mg/kg/día.
Toxicidad Crónica:  el IARC concluye que el DDT es un carcinógeno para el hígado no-genotóxico para ratones. El NOEL es 0,3 mg/kg/día; se propone la toma diaria tolerada de 0,02 mg/kg/día. No hay evidencia de carcinogenicidad para los humanos.
Siendo una sustancia con baja solubilidad en agua pero con una buena solubilidad en grasas, suelen acumularse en los tejidos adiposos y aparecen con facilidad en las grasas de la leche materna.

### Peligros y riesgos conocidos respecto al medio ambiente
Los efectos adversos para la salud de los animales expuestos al DDT incluyen fallos en la reproducción y en el desarrollo, posibles efectos en el sistema inmunitario y muertes difundidas de aves salvajes después de rociar el DDT.
Como sucede con muchos insecticidas organoclorados, el mayor objetivo de la exposición aguda al DDT es el sistema nervioso. La administración a largo plazo del DDT ha dado lugar en los animales a efectos hepáticos, renales e inmunitarios. El DDT impide al andrógeno de unirse con su receptor, bloqueando, por tanto, el andrógeno para conducir un normal desarrollo sexual en las ratas macho y dando lugar a anormalidades.
En cultivos de laboratorio del fitoplancton íntegro desde el mar Caspio al Mediterráneo, el DDT a una concentración de 1 ppb redujo la producción primaria hasta un 50% a. Los peces marinos parecieron ser muy sensibles al DDT: su LC50 a 96 horas varía de 0,4 a 0,89 microgramos/l para muchos teleósteos. Los moluscos bivalvos, con su habilidad para concentrar plaguicidas organoclorados, sin llegar a ser un peligro para ellos tienen un LC50 a 96 horas mayor de 10 mg/l.
Este pesticida afecta a las aves rapaces quienes se contaminan al incorporarlo por medio de los organismos que consumen. Se trata de que se acumula en la cadena trófica y llega a las rapaces, normalmente predadores tope de la cadena trófica, en grandes cantidades. Por otro lado, su insolubilidad en agua hace que pueda ser arrastrado por el viento o las aguas corrientes.
El transporte atmosférico a largo alcance del DDT en los países del norte, incluyendo el Ártico, está bien documentado; el DDT ha sido detectado en el aire del Ártico, terreno, hielo y nieve y virtualmente en todos los niveles de la cadena alimentaria del Ártico. Muchos estudios indican que los sedimentos del fondo en lagos y ríos actúan como reservas para el DDT y sus metabolitos.